# Boccardia tricuspa
Boccardia tricuspa är en ringmaskart som först beskrevs av Hartman 1939.  Boccardia tricuspa ingår i släktet Boccardia och familjen Spionidae. Inga underarter finns listade i Catalogue of Life.